# Долидзе, Виктор
Виктор Долидзе (груз. ვიქტორ დოლიძე) (род. 4 июля 1973, Тбилиси) ―  грузинский дипломат и политический деятель. Государственный министр Грузии по вопросам европейской и евроатлантической интеграции с 27 ноября 2016 года по 22 декабря 2017 года, депутат Парламента Грузии (2012―2016).

## Биография
Родился 4 июля 1973 года в Тбилиси, Грузинская ССР.

### Образование
В 1990 году поступил в Тбилисский государственный университет, который окончил в 1995 году. В 1997 году окончил несколько курсов по управлению ресурсами обороны и безопасности НАТО в  Оборонном колледже (Рим, Италия), в 1998 году ― в Шведском колледже национальной обороны, в 1999 году учился в Институте управления оборонными ресурсами (Монтерей, Калифорния, США) и в 2004 году в Европейском центре исследований в области безопасности имени Джорджа Маршалла (Германия).

### Карьера
С конца 1990-х годов работал в Министерстве иностранных дел Грузии в Военно-политическом департаменте в качестве начальника отдела НАТО, а затем начальника отдела двусторонних отношений. С 1996 по 1997 год Виктор Долидзе занимал разные должности в Министерстве иностранных дел Грузии.
До 2005 года в течение одного года Долидзе был директором Департамента международной безопасности Совета национальной безопасности Грузии. В период с 2001 по 2004 год был советником посольства Грузии в Бельгии и членом миссии Грузии при НАТО.
Виктор Долидзе принимал активное участие в деятельности Комитета безопасности ОБСЕ. В 2007 году руководил направлениями работы полиции в Комитете безопасности. В августе 2008 года он активно представлял интересы Грузии в ОБСЕ, и в зоне конфликта было увеличено количество военных наблюдателей. Во время работы в НАТО он был членом политического, военно-политического, научного комитетов, комитетов планирования гражданской обороны и Экономического управления.
С 2009 по 2016 год Виктор Долидзе был членом политической команды Ираклия Аласания, а также стал одним из учредителей и член правления политической партии «Свободные демократы». С 2005 по 2009 год был Чрезвычайным и Полномочным Послом в Австрии и Венгрии и постоянным представителем в ОБСЕ и других международных организациях в Вена.
С 2010 по 2012 год был депутатом четвертого созыва Тбилисского городского собрания. С 2012 по 2016 год был депутатом парламента Грузии. С 2012 по апрель 2015 года Долидзе был председателем Комитета по европейской интеграции, а с марта 2015 года ― сопредседателем Восточного партнерства Парламентской ассамблеи Совета Европы. 
С 27 ноября 2016 года по 22 декабря 2017 года работал на посту Государственного министра Грузии по вопросам европейской и евроатлантической интеграции.